# Associazione Calcio Femminile Pordenone Friulvini 1986-1987
Questa voce raccoglie le informazioni riguardanti la Associazione Calcio Femminile Pordenone Friulvini nelle competizioni ufficiali della stagione 1986-1987.

## Rosa
Rosa aggiornata all'inizio della stagione.
| N. |                   | Ruolo | Calciatrice          |
| -- | ----------------- | ----- | -------------------- |
| 7  | Italia (bandiera) | C     | Bassanelli           |
| 11 | Italia (bandiera) | A     | Francesca Bordin     |
| 6  | Italia (bandiera) | C     | Busatto              |
| 1  | Italia (bandiera) | P     | Cristina Capretta    |
| 2  | Italia (bandiera) | D     | Anna Lucia Cigolotti |
| 3  | Italia (bandiera) | D     | Marina Cordenons     |
| 7  | Italia (bandiera) | A     | Cristina Del Ben     |
| 1  | Italia (bandiera) | P     | Delvis Deana         |
| 8  | Italia (bandiera) | C     | Mariano              |

| N. |                   | Ruolo | Calciatrice         |
| -- | ----------------- | ----- | ------------------- |
|    | Italia (bandiera) | D     | Mara Menin          |
| 4  | Italia (bandiera) | C     | Franca Miotto       |
|    | Italia (bandiera) | A     | Monica Pase         |
|    | Italia (bandiera) | D     | Manuela Pozzebon    |
| 8  | Italia (bandiera) | C     | Franca Quas         |
| 5  | Italia (bandiera) | D     | Raffaella Salmaso   |
| 10 | Italia (bandiera) | C     | Maria Pia Toppano   |
| 9  | Italia (bandiera) | A     | Elisabetta Vignotto |
| 6  | Italia (bandiera) | C     | Zani                |